# Bujo
Das Bujo (malaiisch buyo) ist ein Messer aus Malaysia.

## Beschreibung
Das Buyo hat eine gerade, einschneidige, leicht bauchige Klinge. Die Klinge hat weder Mittelgrat noch Hohlschliff. Sie ist mit dem Heft über eine Angel verbunden, die schmaler als die Klinge ist. Das Heft besteht in der Regel aus Holz oder Knochen. Das Buyo wird meist als Arbeitsmesser der Zimmerleute und zum Schneiden der Betelnuss benutzt.